# Port lotniczy Erzincan
Port lotniczy Erzincan (IATA: ERC, ICAO: LTCD) – krajowy port lotniczy położony w Erzincan, w Turcji.

## Linie lotnicze i połączenia
| Linia Lotnicza   | Kierunek                           |
| ---------------- | ---------------------------------- |
| AnadoluJet       | 1. Ankara 2. Stambuł-Sabiha Gökçen |
| Pegasus Airlines | 1. Stambuł-Sabiha Gökçen           |
| Turkish Airlines | 1. Stambuł                         |